# درست مثل فولاد (آلبوم)
| بررسی انتقادی                  | بررسی انتقادی |
| منبع                           | رتبه‌بندی      |
| ------------------------------ | ------------- |
| آل‌میوزیک                       | [ ۱ ]         |
| راهنمای کلکسیونی برای هوی متال | ۸/۱۰          |

درست مثل فولاد (به انگلیسی: True as Steel) سومین آلبوم استودیویی گروه هوی متال آلمانی وارلاک است که در سال ۱۹۸۶ منتشر شد.
آلبوم چندآهنگه جنگ برای راک که شامل آهنگ‌های بسیاری از این آلبوم بود، اولین موفقیت وارلاک در خارج از اروپا بود که در بیلبورد هات ۱۰۰ ایالات متحده قرار گرفت. موزیک ویدیوی آهنگ «جنگ برای راک» در هدبنگرز بال ام‌تی‌وی به‌دفعات پخش شد.

## لیست آهنگ‌ها
متن همهٔ ترانه‌ها توسط دورو پش و رنه مائوئه نوشته شده‌است.
| طرف اول | طرف اول                                      | طرف اول                   | طرف اول |
| شماره   | نام                                          | آهنگساز                   | مدت     |
| ------- | -------------------------------------------- | ------------------------- | ------- |
| ۱.      | «آقای طلا» (Mr. Gold)                        | فرانک رایتل، هنری استاروس | ۳:۳۳    |
| ۲.      | «جنگ برای راک» (Fight for Rock)              | نیکو آروانیتیس، استاروس   | ۳:۰۶    |
| ۳.      | «عشق در منطقهٔ خطر» (Love in the Danger Zone) | پیتر سیگتی، استاروس       | ۴:۰۹    |
| ۴.      | «سرعت صوت» (Speed of Sound)                  | آروانیتیس، استاروس        | ۳:۲۱    |
| ۵.      | «نیمه‌شب در چین» (Midnite in China)           | آروانیتیس، استاروس        | ۴:۳۰    |

| طرف دوم | طرف دوم                                                     | طرف دوم            | طرف دوم |
| شماره   | نام                                                         | آهنگساز            | مدت     |
| ------- | ----------------------------------------------------------- | ------------------ | ------- |
| ۶.      | «به جلو، بسیار خوب!» (Vorwärts, All Right!‎)                 | سیگتی، استاروس     | ۳:۴۵    |
| ۷.      | «درست مثل فولاد» (True as Steel)                            | آروانیتیس، استاروس | ۳:۲۰    |
| ۸.      | «بانویی در جهنم راک اند رول» (Lady in a Rock 'n' Roll Hell) | سیگتی، استاروس     | ۳:۴۲    |
| ۹.      | «آهنگ عاشقانه» (Love Song)                                  | استاروس، پش        | ۳:۴۵    |
| ۱۰.     | «ایگلو روی ماه (بی‌پروا)» ("Igloo on the Moon "Reckless)     | سیگتی، استاروس     | ۳:۱۰    |
| ۱۱.     | «تی.او.ال.» (instrumental)                                  | سیگتی، استاروس     | ۲:۲۰    |

| ۲۰۱۱ آهنگ‌های جایزهٔ نسخهٔ سی‌دی | ۲۰۱۱ آهنگ‌های جایزهٔ نسخهٔ سی‌دی                 | ۲۰۱۱ آهنگ‌های جایزهٔ نسخهٔ سی‌دی | ۲۰۱۱ آهنگ‌های جایزهٔ نسخهٔ سی‌دی |
| شماره                        | نام                                          | آهنگساز                      | مدت                          |
| ---------------------------- | -------------------------------------------- | ---------------------------- | ---------------------------- |
| ۱۲.                          | «تو روح مرا آزار می‌دهی (روشن و در حال اجرا)» | پش، استاروس                  | ۵:۲۹                         |
| ۱۳.                          | «روشنش کن» (Turn It On)                      | رایتل، استاروس، پش           | ۳:۴۰                         |
| ۱۴.                          | «شر» (Evil)                                  | رودی گراف                    | ۲:۵۷                         |

## دست‌اندرکاران

### وارلاک
- دورو پش – خواننده
- نیکو آروانیتیس – گیتار
- پیتر سیگتی – گیتار
- فرانک رایتل – گیتار بیس
- مایکل اوریش – درامز

### تولید
- هنری استاروس - تهیه‌کننده، میکس
- رینر آسمن - مهندس
- گارث ریچاردسون - دستیار مهندس
- مایکل واگنر - میکس در استودیو آمیگو، هالیوود، کالیفرنیا
- مستر شده در استرلینگ ساند، نیویورک
- پیتر زیمرمن - مدیریت